# Новикова, Лидия Сергеевна

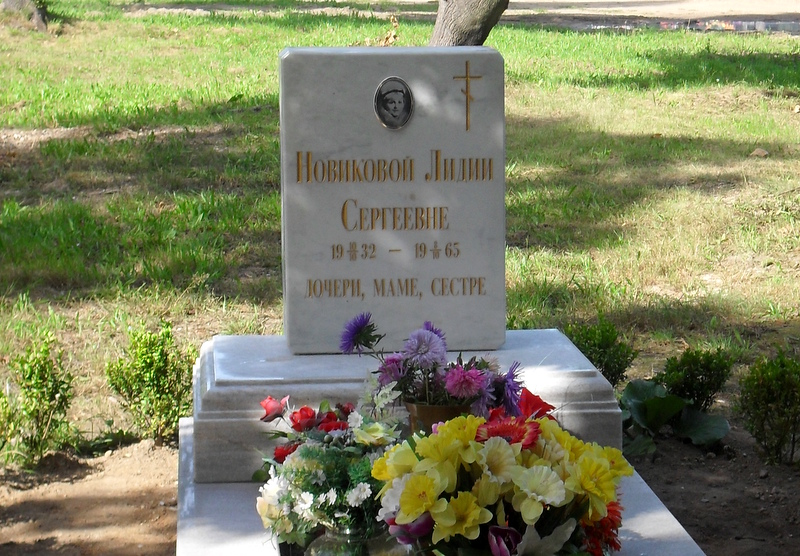
Mогилa Легницкой Джульетты на коммунальном кладбищe

Лидия Сергеевна Новикова (10 октября 1932 — 8 октября 1965, Легница, Вроцлавское воеводство) — русская женщина, послужившая прототипом главной героини польского фильма «Малая Москва».

## Биография
Была замужем за советским офицером, переведенным служить в штаб Северной Группы Войск в Легнице.
В Легнице имела роман с польским сержантом артиллерии Эдвардом Йонцей. О романе донесла во Внутреннюю службу Войска Польского жена сержанта.
После сообщения о романе в отдел КГБ, семье Новиковых было приказано покинуть Польшу и вернуться в Советский Союз.
Лидия Новикова была найдена повешенной на дереве в Золоторыйском лесу.
Эдвард Йонца развёлся с женой и переехал служить во Вроцлав, где погиб в автокатастрофе в 1970 году.
Лидия Новикова была похоронена на советском участке легницкого коммунального кладбища.

## Память
В Легнице Лидия Новикова получила прозвище «Легницкой Джульетты».
История её романа с поляком легла в основу книги и польского фильма 2008 года «Малая Москва» (режиссёр Вальдемар Кшистек).
После перенесения захоронений советского участка легницкого кладбища в общую могилу, из-за отказа российской стороны о выделении средств на содержание участка, могила Лидии Новиковой осталась единственной сохранённой на данном участке и была взята на баланс легницкого магистрата. Могила находится на участке 4C кладбища.
С 2012 года в Легнице проводится Фестиваль польско-русского романса имени Лидии Новиковой. Фестиваль начинается церемонией возложения цветов на могилу Легницкой Джульетты.
На доме по улице Бучка, где жила Лидия и на углу аллеи Республики (ранее улица Сверчевского), где находился дом, в котором жили Йонца, установлены мемориальные доски. В городском музее Легницы создан отдел, посвящённый Лидии.